# Merry Blah Blah Blah
«Merry Blah Blah Blah» es un sencillo de la banda finlandesa de hard rock Lordi, que fue publicado el 10 de diciembre de 2021. Es el cuarto sencillo de la caja recopilatoria Lordiversity. El sencillo fue lanzado junto a un videoclip de la canción Merry Blah Blah Blah. Además, el sencillo contiene tres canciones pertenecientes a los álbumes Abusement Park, Spooky Sextravaganza Spectacular y The Masterbeast From The Moon, ambientados en 1984, 1995 y 1981 respectivamente.

## Lista de canciones
1. Merry Blah Blah Blah (4:05)
2. Re-Animate (4:13)
3. Robots Alive! (4:09)

## Créditos
- Mr. Lordi (vocalista)
- Amen (guitarra)
- Hiisi (bajo)
- Mana (batería)
- Hella (piano)